# Erny Belle
Erny Belle, pseudonimo di Aimee Renata (Auckland, ...), è una cantante neozelandese.

## Biografia
Erny Belle è salita alla ribalta dopo aver pubblicato l'album in studio Not Your Cupid (2023), disco con cui ha raggiunto la 31ª posizione delle Official Aotearoa Music Charts e ottenuto la candidatura per l'Aotearoa Music Award all'album dell'anno. In precedenza, ha pubblicato l'LP Venus Is Home (2022).

## Discografia

### Album in studio
- 2022 – Venus Is Home
- 2023 – Not Your Cupid

### Singoli
- 2021 – Burning Heaven
- 2022 – Hell Hole
- 2022 – Meri kirihimete
- 2023 – Unchained